# Dirck Hartog

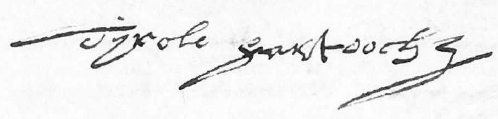
Dijrck Hartoochz, Dirk Hartogs handtekening (1612)

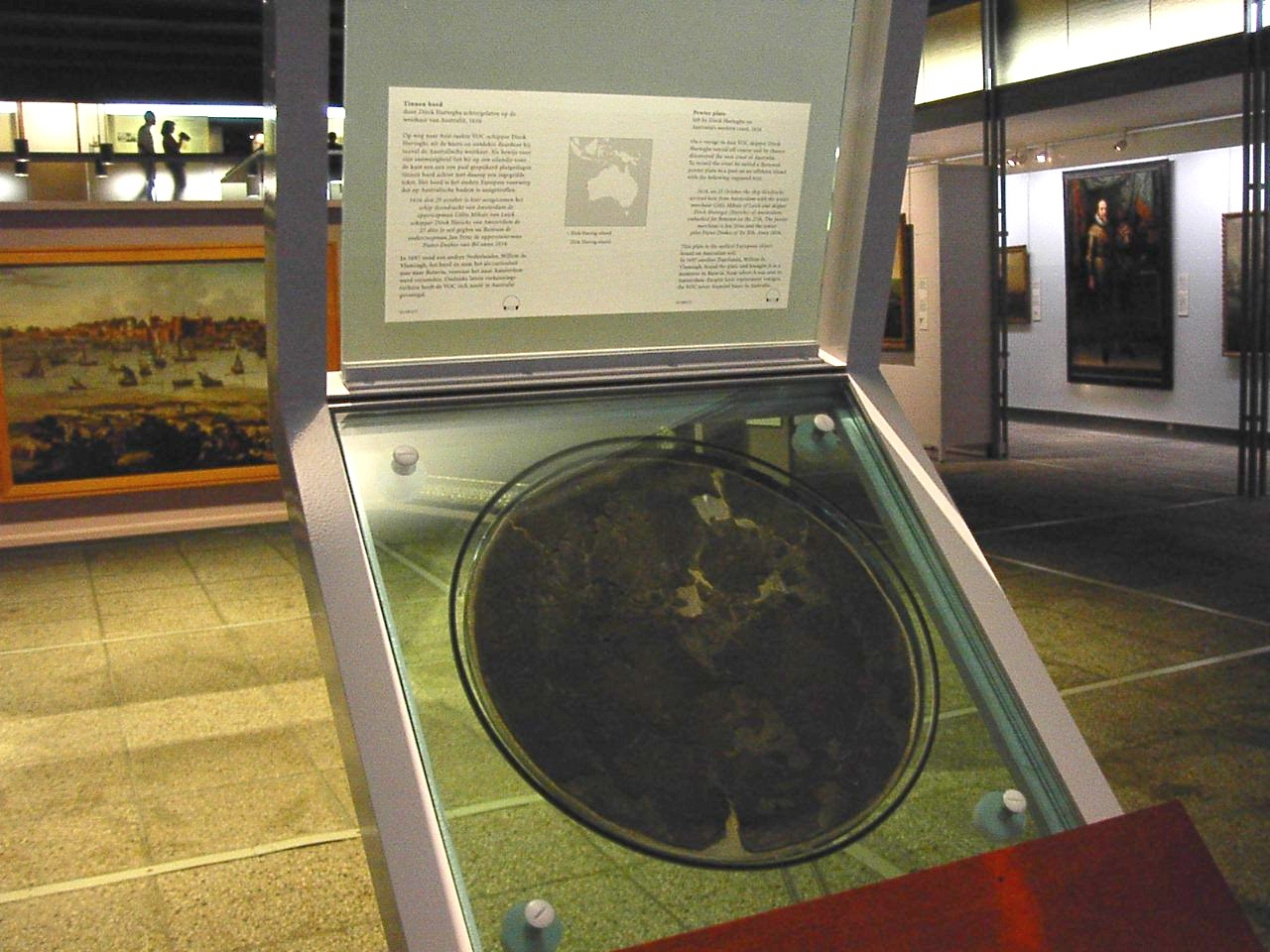
Het bord van Dirck Hartog in het Rijksmuseum in Amsterdam. Het opschrift luidt: "1616 DEN 25 OCTOBER IS HIER AENGECOMEN HET SCHIP DEENDRACHT VAN AMSTERDAM DE OPPERKOOPMAN GILLIS MIBAIS VAN LVICK SCHIPPER DIRCK HATICHS VAN AMSTERDAM DE 27 DITO TE SEIL GEGHN NA BANTUM DE ONDERKOPMAN IAN STINS DE OPPERSTIVIERMAN PIETR DOOKE VAN BILL ..."

Kaart van Shark Bay met daarop Dirk Hartogeiland en Cape Inscription

Dirck Hartogh (gedoopt Amsterdam, 1580 in de Oude Kerk, of 1583? – begraven Amsterdam, 11 oktober 1621 in de Nieuwe Kerk) (ook wel Dirk Hartogs of Dirck Har(t)ichs of Dijrck Hartoochz etc.) was een Nederlandse ontdekkingsreiziger die als eerste Europeaan de westkust van Australië ontdekte en in kaart bracht.

## Biografie
Dirck is gedoopt op 30 oktober 1580 of naar zijn eigen zeggen in 1583 en groeide op in de Smaksteeg, niet ver van de Haringpakkerstoren. Zijn vader Harich Krijnen was schipper. Voor 1607 trad hij in dienst bij de VOC, en in 1609 kwam hij terug van een reis naar Bantam. In 1611 trouwde hij met Meijnsje Abels en verhuisde naar de Brouwersgracht. Vervolgens voer hij als onafhankelijk scheepseigenaar met zijn schip de "Dolfijn" naar Genua, Dantzig en Archangel; hij verkocht zijn boot in 1615.
In datzelfde jaar trad hij opnieuw in dienst van de VOC. Nadat een deel van de weggelopen bemanning was vervangen en het schip zich uit het ijs en sneeuw wist los te maken - de vorst was een week eerder ingevallen - vertrokken zes schepen van Texel, waaronder de Eendracht met Dirck Hartogsz. en de Trouw met Pieter de Carpentier op 23 januari 1616 voor Indië. In maart brak scheurbuik uit. Door de luwte in de Golf van Guinee duurde de reis tussen de Kaapverdische Eilanden en Kaap de Goede Hoop drie maanden, veel langer dan normaal. Zes mannen stierven als gevolg van ontberingen. Eind augustus, na een onderbreking van drie weken, zodat de bemanning op krachten kon komen, vertrokken de schepen van Kaap de Goede Hoop. Al spoedig verloor de Eendracht de andere vijf schepen uit het oog. Of de schipper bewust een zuidelijker koers aanhield om de bemanning de ondraaglijke hitte en scheurbuik te besparen is niet duidelijk. (Nadat Hendrik Brouwer de route in 1611 oostwaarts had gezeild, volgde ook Hartogh deze route via de Roaring Forties over de Indische Oceaan. De VOC stelde Brouwers route in 1617 verplicht.)
Op 25 oktober 1616 kwam Hartogh bij "onbewoonde eilanden". Een daarvan werd naar hem genoemd, het Dirk Hartogeiland, en ligt aan de westkust van Australië, bij Shark Bay. Hij liet een tinnen bord achter met een ingekraste tekst als poststeen voor schepen die daar later zouden kunnen landen en zeilde noordwaarts, de kust in kaart brengend. Op kaarten werd het ontdekte land aangegeven als "Het land van de Eendracht". In een brief van 7 november 1616 vermeld Laurens Reael dat de Eendracht in Indische wateren werd waargenomen. Op 14 december 1616 arriveerde het schip met nog 200 man aan boord in Makassar op Celebes. Jan Stijns ging aan land en ontdekte dat de factorij was  opgeheven. Een tweetal Engelse schepen bood hem voedsel en bescherming tegen de kwaadwillige vorst. De bemanning werd ongerust, ging uit op onderzoek, maar werd uitermate ongastvrij ontvangen: zestien man werden vermoord. Zes dagen later kwam de Eendracht op Ambon aan, waar Adriaen Maertensz. Block gouverneur was. De Eendracht arriveerde in november 1617 in Bantam met kruidnagelen uit de Molukken. De Raad van Indië, d.w.z. J.P. Coen, bleek uitermate verbolgen over het feit dat Hartogh maandenlang op Amboina (VOC-gebied) verbleef en niet direct naar Bantam was gezeild. (De Carpentier was al een jaar eerder, op 24 oktober in Bantam aangekomen.) Hartogh voer vervolgens met de Eendracht naar Jambi, Patani en Japara.
Op 17 december 1617 vertrok Hartogh voor de thuisreis en op 16 oktober 1618 kwam de Eendracht aan in Zeeland. In september 1619 trad hij in dienst van Jacques Nicquet en de wapenhandelaar Elias Trip en voer met zijn eigen schip Gelukkige Leeuw naar de Adriatische Zee om de Republiek Venetië te beschermen tegen Habsburgse, Spaanse en Uskokse aanvallen. Hij stierf in 1621. Het echtpaar had geen kinderen. (Zijn weduwe hertrouwde Jelis Claesz. en kreeg met hem zeven kinderen.)
Australië is in 1606 vanuit het noordoosten ontdekt door de Nederlandse ontdekkingsreiziger Willem Janszoon. In de volgende jaren werd de kust stukje bij beetje in kaart gebracht, o.a. door Hartogh. Hessel Gerritsz vervaardigde in 1627 de Caert van't Landt van d'Eendracht. Het continent stond bekend als Nieuw Holland. In 1696 landde Willem de Vlamingh op Dirck Hartog eiland, verving het tinnen bord door een nieuw exemplaar en nam het oude mee terug. Dit is nu te zien in het Rijksmuseum in Amsterdam.

## Straatnaam
In de Amsterdamse zeeheldenbuurt is een straat naar hem genoemd: de Dirk Hartoghstraat.